# Sudbeni kotar Obrovac
Sudbeni kotar Obrovac bio je jedan od sudbenih kotara (njem. Gerichtsbezirk), koji su predstavljali manje upravno-teritorijalne jedinice nekadašnje Carevine Austrije u okvirima Austro-Ugarske monarhije. Zajedno sa sudbenim kotarima Benkovac i Kistanje činio je veću upravno-teritorijalnu jedinicu politički kotar Benkovac u sastavu austrijske krunske zemlje Dalmacije. Prostirao se je 1900. godine na 699,37 km.2 Sjedište sudbenog kotara bilo je u Obrovcu, a službeno je iskazivan i na talijanskom jeziku pod imenom Obbrovazzo.

## Stanovništvo
Godine 1900. u sudbenom je kotaru Obrovcu živjelo 14.332 stanovnika popisanih kao lokalno civilno stanovništvo i "stranci" (stanovništvo iz drugih dijelova carstva - "nezavičajno" (njem. Staatsfremde) bez stalnog boravka u Dalmaciji, zatečeno na licu u vrijeme popisa, koje je u popisnim kolonama bilo vjerski, ali ne i jezično raspoređeno)), te kao vojničko stanovništvo. Izjašnjavanja u smislu narodnosne pripadnosti nije bilo, a hrvatski i srpski jezik iskazani su kao jedan jezik pod službenim imenom "srpsko-hrvatski jezik" (njem. serbo-kroatisch).
U odnosu na strukturu stanovništva ukupno je popisano 14.332 osobe ili 100% iz reda civilnog stanovništva, od toga lokalnog, "zemaljskog" iz Dalmacije 14.287 ili 99,68%, te "nezavičajnog" odn. iz drugih dijelova monarhije 45 osoba ili 0,31%. Vojničkoga stanovništva nije bilo.
| Sudbeni kotar Obrovac | 14.332 | 6.750  | 7.582  | - | 6     | 14.261 | 20    | - | 45    | Sada je podijeljen između upravnih jedinica: gradova Benkovca i Obrovca, te općina Jasenice i Starigrad (Zadarska županija). |
| %                     | 100%   | 47,09% | 52,90% | - | 0,04% | 99,50% | 0,13% | - | 0,31% | |

## Naselja
Sudbeni kotar Obrovac koji je istodobno bio i općina sastojao se iz 15 naseljenih mjesta i njihovih dijelova - zaselaka (u zagradi je dat broj stanovnika s popisa od 31. prosinca 1900. godine):
| Bilišane             | 1.249 | 5     | 1.244 | - | - | 1.249 | -  | - | -  | Berberov Buk (2), Berberovci (51), Breštani (349), Cuculovci (241), Dolovi (124), Donje Selo (167), Drage (99), Dramotić (55), Jaričište (19), Lozovac (69), Na Glavici (27), Pod Buk (0), Svinjski Dolac (46), Tomašev Dolac (0) |                                                                               |
| Golubić              | 573   | -     | 573   | - | - | 573   | -  | - | -  | Buljev Dolac (20), Čičevica (32), Dolovi (41), Duboki Dolac (11), Garevača (15), Golubić (164), Kod Pećine (75), Manajlovac (0), Muratova Draga (11), Pod Glavicom Lužića (9), Pod Gradinom (10), Popina (18), Rašeljkovac (2), Topla Lokva (14), Trnovača (0), Vran Dolina (1), Vrani Buk (0), Vučipolje (123), Za Gradinom (9), Za Gradinom Mandića (18) |                                                                               |
| Jesenice             | 1.127 | 1.127 | -     | - | - | 1.127 | -  | - | -  | Bunari (12), Burilovac (117), Doci (74), Dolac Vulića (69), Glavica (35), Iza Praga Starokuša (22), Jesenice (234), Kitnjasta Glavica (27), Kod Kraljice (0), Maslenica (0), Na Brigu (17), Pod Bobijom (98), Podprag (13), Ravanjska (152), Rupine (12), Šibenik (127), Stajica (20), Stupica (21), Vučipolje (9), Zelenikovac (68) | Sada se iskazuje pod imenom Jasenice.                                         |
| Karin                | 1.423 | 12    | 1.411 | - | - | 1.423 | -  | - | -  | Golić (8), Karišnica (0), Kozjača (6), Krčevina (13), Kunovac (282), Manastir Karin (8), Orljak (27), Podorljak (36), Pod Stranom (42), Slana (41), Staro Selo (575), Ujčić (348), Vrh Strane (37) | U 1948. podijeljeno na naselja Donji Karin i Gornji Karin.                    |
| Krupa                | 749   | 5     | 744   | - | - | 749   | -  | - | -  | Alan (7), Brestovac (18), Brod kod Mosta (36), Dolac (16), Dubrave (73), Gužvice (75), Jovančevići (64), Krivodoli (104), Krupa (11), Mandići (48), Opačići (51), Pirovište (36), Pljeskulja (10), Ruja (12), Smokovac (61), Strijenja (98), Šušnjavača (27), Trnovača (2) |                                                                               |
| Kruševo              | 1.600 | 1.496 | 104   | - | - | 1.600 | -  | - | -  | Bakarić (9), Brkić ili Orljak (88), Bukovac (103), Dolac (87), Donje Polje Kruševo (228), Drage (65), Gajine (11), Golubnjača (17), Gornje Polje Kruševo (200), Karamarkuša (19), Karlovac (15), Kobljani (131), Kosičak (21), Kozmač (12), Krunjača (29), Otišna (151), Pod Glavicom (36), Pod Gredom (22), Ribnica (87), Rumazalo (16), Sekin Gaj (23), Tija (9), Uz Drage (46), Vedro Polje (78), Vinovac (0), Više Fratruše (97) |                                                                               |
| Medviđe              | 1.263 | 940   | 323   | - | - | 1.263 | -  | - | -  | Arežina (7), Bakračuša (67), Crnolist (4), Čekić (76), Dolac Sakića (6), Dražica (18), Erstići (16), Gradina (105), Kod Bunara (45), Kod Lokve (102), Kozjača (56), Ledine (48), Livade (8), Mikulići (25), Mirilo (5), Na Glavici (0), Na Gradini (5), Nad Crkvom (0), Paklenjača (30), Ploče (53), Pod Glavicom (73), Pod Glavicom Kneževom (4), Pod Golom Glavicom (26), Pod Gradinom (57), Pod Kosom (31), Pod Prosikom (0), Pod Stranom (28), Prosjek (63), Pupavci (10), Razvale (9), Solokve (14), Srdarovići (27), Starovro (89), Šakinica (9), Torine (3), Trolokve (10), Vinčulja (0), Visoka Glavica (33), Više Gradine (42), Vodenjača (9), Za Crkvom (23), Za Maricom (27) | Sada se iskazuje pod imenom Medviđa.                                          |
| Muškovci             | 522   | -     | 522   | - | - | 522   | -  | - | -  | Baljci (54), Buljeva Draga (43), Čavlinovo Brdo (20), Dolac kod Brista (8), Jesenovac (15), Kod Kotla Đurića (13), Milanci (120), Ogari (28), Paravinjski Dolac (38), Pečića (0), Pljeskulja (9), Ploča (0), Pljuvača (5), Pod Kotlom (21), Popovića Dolac (4), Povrh Luku (3), Simići (120), Više Buka Berberova (0), Vučkovića Dolac (11), Vukadinovića Dolac (10) |                                                                               |
| Obrovac (Obbrovazzo) | 401   | 285   | 116   | - | 6 | 330   | 20 | - | 45 | Obrovac (361), Obrovac-Kruševo ili Pred Stražom (40) |                                                                               |
| Seline               | 737   | 737   | -     | - | - | 737   | -  | - | -  | Bučići (92), Čičevica (23), Grabove Doline (19), Jabukovac (61), Jukići (76), Jurlinovići (121), Kosa (8), Lekić (16), Libinje (0), Magaši (36), Na Brigu (51), Na Zukvi (3), Nad Docom (31), Paklenica Mala (13), Plan (0), Poda Dragom (30), Provalija (4), Reljani (45), Riminić (5), Samardžića Dolac (12), Skiljići (61), Više Modrića (30) |                                                                               |
| Stari Grad           | 912   | 911   | 1     | - | - | 912   | -  | - | -  | Bristovac (59), Dobro Selo (22), Doci (22), Došenove Njive (35), Grabov Klanac (18), Jatare (32), Kojića Dolac (8), Kruškovac (47), Ledenik Mali (82), Ledenik Veliki (59), Lug (4), Mali Vaganac (35), Paklenica Vela (11), Sinokos (26), Slobodna (71), Stari Grad (126), Torine (35), U Romovac (123), Vitrenik (9), Zidine (88) | Sada se iskazuje pod imenom Starigrad.                                        |
| Tribanj              | 1.160 | 820   | 340   | - | - | 1.160 | -  | - | -  | Asanovac (84), Bristovac (168), Kod Križa (59), Kopovina (15), Kozjača (23), Krčevine (78), Krušćica (81), Lisarica (38), Livadica (92), Lukovac (48), Ljubotić (63), Matijašica (59), Na Brini (11), Običaj (0), Paripov Luk (62), Paripovača (8), Redine (11), Reljinovac (46), Sirno Selo (33), Sveta Mandalina (7), Šibuljina (146), Zidine (28) |                                                                               |
| Zaton                | 374   | 261   | 113   | - | - | 374   | -  | - | -  | Deminjak (51), Doci (24), Gačine (6), Gakuša (10), Grkovac (6), Jokići (56), Knezuša (23), Pod Kosom (22), Rastovac (12), Skutinovac (5), Više Bravara (135), Više Grkovca Pršinka (24), Za Glavicom (0) | Sada se iskazuje pod imenom Zaton Obrovački.                                  |
| Zelen Grad           | 597   | 147   | 450   | - | - | 597   | -  | - | -  | Barovište (21), Cvrkljuše (29), Dugačka Njiva (49), Gradina (8), Jasenovača (38), Kapljuv (30), Mekota (19), Pirovište (5), Pod Gradinom (61), Pod Grebljevcem (61), Pod Kretom (11), Sjenokos (17), Travnjak (18), Vidakuša (88), Vlačine (58), Vrulje (34), Zaklopac (37), Zukva (13) | Sada se iskazuje pod imenom Zelengrad.                                        |
| Žegar                | 1.645 | 4     | 1.641 | - | - | 1.645 | -  | - | -  | Bogatnik (451), Budović (262), Kaštel (172), Kubati (79), Mali Prosik (0), Nad Vodom (227), Orašje (0), Prndelji (197), Prosjek (142), Sanaderi (104), Trebočnik (11) | Sada je podijeljeno na naselja Bogatnik, Kaštel Žegarski, Komazeci i Nadvoda. |